# Više od igre, više od života
Više od igre, više od života è un documentario realizzato dal giornalista sportivo montenegrino Milutin Grgur. Il film è stato trasmesso in esclusiva su Sport Klub 1 il 10, 12 e 17 gennaio 2023.
Više od igre, više od života è stato presentato in anteprima in Montenegro, con successive proiezioni a Spalato, Belgrado e Sarajevo. Il film ha suscitato interesse per la sua rappresentazione toccante dell’amicizia in tempi difficili e per l’approfondimento del significato culturale del calcio jugoslavo.
Il team che ha lavorato al film è composto dalla coautrice Silvija Glavić Grgur, dai direttori della fotografia Darko e Dejan Vlahović, e dal montatore e regista Srđan Nikolić. La produzione è stata resa possibile grazie al sostegno dello Sport Klub, al contributo di numerosi collaboratori e al patrocinio della società Merdian. 

## Azione
Il documentario racconta la storia di due grandi campioni del calcio che si conobbero da bambini a Spalato e conservarono la loro amicizia nonostante i tumulti delle guerre civili jugoslave negli anni ’90. Il viaggio di Robert Vukman e Ljubiša Mašković si sviluppa attorno a un libro raro, salvato grazie al loro legame, che i due riescono a restituire ai legittimi proprietari.
Il film mette in evidenza non solo storie personali di resilienza e amicizia, ma anche il contesto storico del calcio jugoslavo, con particolare attenzione alla rivalità tra la Stella Rossa di Belgrado e l’Hajduk di Spalato. Alla narrazione contribuiscono con le loro testimonianze e analisi anche noti giornalisti sportivi come Zdravko Reić, Edo Peci e Milojko Pantić.

## Premi
- 2023 . Nel 2018, questo documentario è stato nominato miglior mediometraggio al primo festival internazionale del cinema sportivo BSAFF, tenutosi a Budva.

## Informazioni sull'autore
Milutin Grgur è un noto giornalista sportivo montenegrino, commentatore radiofonico e televisivo, attivo in programmi dedicati a tutti gli aspetti dello sport, dal calcio nazionale e della squadra montenegrina fino alla Coppa del Mondo e ai Giochi Olimpici. Ha iniziato la sua carriera giornalistica durante il liceo, come conduttore presso Radio Giovanile. È inoltre fondatore del Programma Giovanile di Radio Nikšić. Dal 1994 fa parte della redazione della Televisione del Montenegro.
Više od igre, više od života è il quarto documentario realizzato da Milutin Grgur, dopo Parents and Children – Participants in the Olympic Games e One, girato per il Comitato Olimpico Internazionale e Eurosport, dedicato ai giocatori di pallamano montenegrini, la celebre generazione che conquistò la medaglia d’argento ai Giochi Olimpici di Londra.Grgur è particolarmente legato al film Sails Through the Ages, che ha ricevuto il Premio Speciale della Giuria al Festival Internazionale del Cinema Turistico in Croazia, distinguendosi tra 188 film provenienti da 143 paesi.